# Цай Цзелінь
Цай Цзелінь (яп. 荒井 広宙, нар. 11 квітня 1991) — китайський легкоатлет, що спеціалізується на спортивній ходьбі, срібний призер Олімпійських ігор 2016 року.

## Виступи на Олімпіадах
| Олімпіада           | Дисципліна      | Місце |
| ------------------- | --------------- | ----- |
| Лондон 2012         | ходьба на 20 км | 4     |
| Ріо-де-Жанейро 2016 | ходьба на 20 км | 2     |

## Зовнішні посилання
- Цай Цзелінь — олімпійська статистика на сайті Sports-Reference.com (англ.) (архівна версія)